# Lenguas britónicas
Las lenguas britónicas o britonas forman una de las dos subramas de las lenguas celtas insulares, siendo la otra las goidélicas. Incluye lenguas actuales, como el galés y el bretón, y otras extintas, como el córnico (revivido en el siglo XX) y el cúmbrico. El nombre (brythonic en inglés) fue creado por John Rhys como derivación de la palabra galesa brython, 'celta nativo', a diferencia de un anglosajón o escoto. 
Estos idiomas se han hablado en Gran Bretaña desde la Edad del Hierro hasta el presente. Originalmente como el idioma de la mayoría pero ahora como idiomas minoritarios en Gales y Cornualles. En Irlanda, la Isla de Man y Escocia solo está testimoniada la presencia de lenguas goidélicas. El bretón, a pesar de ser una lengua celta insular, se habla en Bretaña (Francia) debido a las migraciones de britanos poco antes del inicio de la Edad Media. 

## Evidencia
Nuestro conocimiento de las lenguas britónicas proviene de diversas fuentes. Para esas más tempranas, se depende de monedas, inscripciones y comentarios de escritores clásicos, además de los topónimos y nombres personales apuntados por ellos. Para idiomas más recientes hay asimismo información de escritores medievales y de hablantes modernos.

## Características

### Fonología
La subrama britónica, descendiente del idioma proto-britónico, también es referida como celta-P (como el galo) porque realiza el fonema protoindoeuropeo *kw como p a diferencia del c goidélico. Sin embargo, el uso de esta nomenclatura implica que aceptar la hipótesis P/Q más que la hipótesis del céltico insular. 
Otras características son:
- el tratamiento de -m, -n como -am, -an
- s- inicial seguida por una vocal se cambia a h-
  - en irlandés: sean 'viejo', sior 'larga', samail 'similar'
  - en bretón: hen, hir, heñvel
- britónico guarda nasales originales antes de -t
  - en bretón kant 'cien', en la irlandés céad
- sp, sr, sv/sw se convierten en f, fr, chw
  - *swero 'juego, juguete' se convierte en chwarae en galés y en c'hoari en bretón
  - *srokna 'narina' se convierte en ffroen en galés y en froen en bretón
- todos los demás casos de s- inicial antes de una consonante son eliminados
  - smero se convierte en mwyar en galés y en mouar en bretón, 'fruta'
  - slemon se conviere en llyfn en galés y en levn en bretón 'suave'
- v se convierte en gw, mientras que en las lenguas goidélicas se hizo f
  - vindos 'blanco' se convierte en gwynn en galés
  - vassos 'servidor, joven' se convierte en gwas en galés
- oclusivas dobladas se convierten en fricativas: pp, tt, cc se convierten en f, th (z), ch (c'h) antes de una vocal o liquída
  - cippus > bretón kef 'tronco', galés cyff
  - catta > bretón kazh, galés cath
  - bucca > bretón boc'h, galés boch
- oclusivas sordas y d, b, y m sonoras en una posición intervocalica se convierten en fricativas suaves:
  - galés dd [ð], th [θ], f [v]
  - bretón z, v

### Morfología

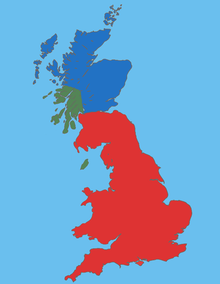
Gran Bretaña en la segunda mitad del siglo V d.C., entre el final de la ocupación romana y la invasión de los anglosajones.
Áreas de las lenguas goidélicas.
Áreas del idioma picto.
Áreas de las lenguas britónicas.

Las lenguas britónicas distinguen tanto en el nombre como en el adjetivo número (singular, plural y ocasionalmente dual) y género (masculino y femenino pero no neutro). Además existen unas pocas evidencias de la antigua existencia de caso (como en algunas preposiciones compuestas del galés), pero en las lenguas modernas no hay flexión de caso. Además estas lenguas poseen artículos definidos, en galés no existe un artículo indefinido aunque en bretón se usa esporádicamente la palabra para 'uno' como artículo indefinido.
El número se marca con una gran cantidad de procedimientos que incluyen (a) alternancia vocálica (galés march 'semental' pl. meirch 'sementales'), (b) sufijación, existen varios sufijos (hasta 14 en galés) usados según el campo semántico o (c) supresión del sufijo singulativo. A veces se da una combinación de (a) y (b).
| Idioma  | Forma singular | Sufijos de plural     | Uso preferente      | Ejemplo                             |
| Galés   |                |                       |                     |                                     |
| ------- | -------------- | --------------------- | ------------------- | ----------------------------------- |
| Galés   | ∅              | -(i)au                | inanimados          |                                     |
| Galés   | ∅              | -iaid                 | humanos             |                                     |
| Galés   | -en            | -s                    |                     |                                     |
| Galés   | -en            | -od                   |                     |                                     |
| Galés   | ∅              | -od                   | animales            |                                     |
| Galés   | ∅              | -i                    |                     |                                     |
| Galés   | -ol            | -ol-ion               | adjetivos derivados |                                     |
| Bretón  | ∅              | -(i)où                | inanimados          | pok / pokoù 'beso / besos'          |
| Bretón  | ∅              | -ed                   | humano              | paotr / paotred 'hombre / hombres'  |
| Bretón  | -enn           | ∅                     | colectios           | logodenn / logod 'ratón / ratones'  |
| Bretón  | ∅              | -ien /-(i)on / -(i)an | masculinos          | laer / laeron 'ladrón / ladrones'   |
| Bretón  | ∅              | -i                    |                     | bran / brini 'cuervo / cuervos'     |
| Córnico | ∅              | -(y)ow                | inanimado           | lavar / lavarow 'dicho / dichos'    |
| Córnico | ∅              | -(y)on                | masculino           | lader / laderon 'ladrón / ladrones' |
| Córnico | -en            | ∅                     |                     | guelen / guel 'vara / varas'        |
| Córnico | ∅              | -es                   | animales?           | pysk / puskes 'pez / peces'         |
De la tabla anterior pueden reconstruirse varios sufijos *-(i)au (inanimados), *-(i)aid (animados), *-(i)on (masculinos?) y *-i además del singulativo *-enn.
Los pronombres personales independientes o tónicos son:
|       |          | Galés  | Bretón | Córnico | PROTO- BRITÓNICO |
| ----- | -------- | ------ | ------ | ------- | ---------------- |
| Sing. | 1ª       | mi, fi | me     | my, me  | *me              |
| Sing. | 2ª       | ti     | te     | ty, te  | *te              |
| Sing. | 3ª masc. | ef     | en     | ef, eff | *eṽ (<*em)       |
| Sing. | 3ª fem.  | hi     | hi     | hy      | *hi              |
| Pl.   | 1ª       | ni     | ni     | ny      | *ni              |
| Pl.   | 2ª       | chwi   | c'hwi  | why     | *χwi             |
| Pl.   | 3ª       | hwy    | int    | y       | *hi-             |
Para las terminaciones verbales de diferentes tiempos se tiene:
|            |            | Galés    | Galés     | Galés     | Galés     | Bretón  | Bretón | Bretón  | Córnico    | Córnico   | Córnico   | Córnico | PROTO- BRITÓNICO | PROTO- BRITÓNICO | PROTO- BRITÓNICO | PROTO- BRITÓNICO |
| Pres.      | Imperf.    | Perfec.  | Plusperf. | Pres.     | Imperf.   | Perfec. | Pres.  | Imperf. | Perfec.    | Plusperf. | Pres.     | Imperf. | Perfec.          | Plusperf.        |                  |                  |
| ---------- | ---------- | -------- | --------- | --------- | --------- | ------- | ------ | ------- | ---------- | --------- | --------- | ------- | ---------------- | ---------------- | ---------------- | ---------------- |
| Sing.      | 1ª         | -(i)af   | -(i)wn    | -(i)ais   | -(i)aswn  | -an     | -en    | -is     | -aff       | -en       | -ys       | -sen    | *-aṽ (<*-am)     | *-un             | *-ais            | *-asun           |
| Sing.      | 2ª         | -i       | -it       | -(i)aist  | -(i)asit  | -ez     | -es    | -jout   | -yth, -eth | -es       | -sys      | -ses    | *-i-             | *-it             | *-aist           | *-sit            |
| Sing.      | 3ª         | -(i)a, ∅ | -(i)ai    | -(i)odd   | -(i)asai  | ∅       | -e     | -as     | ∅          | -e        | -as, -ays | -se     | *∅               | *-ai             | *-iað            | *-asai           |
| Pl.        | 1ª         | -(i)wn   | -(i)em    | -(i)asom  | -(i)asem  | -omp    | -emp   | -jomp   | -yn, -en   | -en, -yn  | -syn      | -sen    | *-um-            | *-em             | *-(a)sum         | *-(a)sem         |
| Pl.        | 2ª         | -(i)wch  | -(i)ech   | -(i)asoch | -(i)asech | -it     | -ec'h  | -joc'h  | -o(u)gh    | -(e)ugh   | -eugh     | -seugh  | *-ouχ            | *-euχ            | *-asauχ          | *-aseuχ          |
| Pl.        | 3ª         | -(i)ant  | -(i)ent   | -(i)asant | -(i)asent | -ont    | -ent   | -jont   | -ons       | -ens      | -sons     | -sens   | *-ant            | *-ent            | *-(a)sant        | *-(a)sent        |
| Impersonal | Impersonal | -ir      | -id       | -(i)wyd   | -(i)asid  | -er     | -ed    | -jod    | -ir        |           |           |         | *-ir             | *-id             | *-uid            | *-asid           |

### Comparación léxica
Los numerales para diferentes lenguas britónicas son:
| GLOSA | Bretón                         | Galés                             | Córnico                          | Cúmbrico | PROTO- BRITÓNICO                     |
| ----- | ------------------------------ | --------------------------------- | -------------------------------- | -------- | ------------------------------------ |
| '1'   | unan ˈyːnɑ̃n                    | un in                             | onan ˈɔˑnan                      | *aina    | *oinan                               |
| '2'   | daou / div dou̯ /dɪu̯            | dau / dwy daɪ / dʊɪ               | dew / diw dɛʊ / dɪʊ              |          | *dọw / *dwi                          |
| '3'   | tri / teir triː / tei̯r         | tri / tair tɹi / taɪr             | tri / teyr triː / teɪr           |          | *trī / *teir                         |
| '4'   | pevar / peder ˈpɛːvar /ˈpeːdɛr | pedwar / pedair ˈpɛdwar / ˈpedaɪr | peswar / peder ˈpɛzwar / ˈpeˑdɛr | *peðer-  | *pedwar / *pedair <*petwar / *petair |
| '5'   | pemp pɛm(p)                    | pump pɪmp                         | pymp pɪmp                        | *pimp    | *pɨmp                                |
| '6'   | cʼhwecʼh xwɛːx                 | chwech χweχ                       | hwegh hwɛːx                      |          | *hwēχ                                |
| '7'   | seith sei̯s                     | saith saɪθ                        | seyth seɪθ                       | *seðer-  | *seiθ <*seχt                         |
| '8'   | eizh ei̯s                       | wyth ʊɪθ                          | eth ɛːθ                          | *ower-   | *oiθ <*oχt                           |
| '9'   | nav nao̯                        | naw nɑʊ                           | naw naʊ                          |          | *naw                                 |
| '10'  | dek dek~deːg                   | deg deɡ                           | deg dɛːg                         | *dig     | *deg <*dek-                          |
En la tabla anterior cuando existen dos formas separadas por / la primera es la forma masculina y la segunda la forma femenina.

### celta-P y celta-Q
El siguiente cuadro compara algunas formas léxicas en celta-P (galo-britónico) y en celta-Q (goidélico):
| Proto-Celta | Galo-Britónico | Galo-Britónico | Galo-Britónico | Galo-Britónico | Goidélico | Goidélico     | Goidélico       | Goidélico | GLOSA    |
| Proto-Celta | Proto-P        | Galo           | Galés          | Bretón         | Proto-Q   | Irlandés      | Gaélico Escocés | Manés     | GLOSA    |
| *kwennos    | **pennos       | pennos         | pen            | penn           | **qenn    | ceann         | ceann           | kione     | 'cabeza' |
| *kwetwar-   | **petwar-      | petuarios      | pedwar         | pevar          | **qethair | ceathair      | ceithir         | kiare     | 'cuatro' |
| *kwenkwe    | **pemp-        | pinpetos       | pump           | pemp           | **qwĩk    | cúig          | còig            | queig     | 'cinco'  |
| *kweis      | **pwis         | pis            | pwy            | piv            | **qwiai   | cé (ant. cia) | cò/cia          | quoi      | 'quién'  |